# إحربلان تعينيت 1 (آيت ماجدن)
إحربلان تعينيت 1 هو دُوَّار يقع بجماعة آيت ماجدن، إقليم أزيلال، جهة بني ملال خنيفرة في المملكة المغربية. ينتمي الدوّار لمشيخة آيت ماجدن التي تضم 22 دوار. يقدر عدد سكانه بـ 32 نسمة حسب الإحصاء الرسمي للسكان والسكنى لسنة 2004.

## روابط خارجية
- البوابة الوطنية للجماعات الترابية
- المندوبية السامية للتخطيط